# Challenge de France féminin 2006-2007
Navigation
Édition précédente Édition suivante
Le Challenge de France féminin 2006-2007 est la 6e édition du Challenge de France féminin.
Il s'agit d'une compétition à élimination directe ouverte à tous les clubs de football français ayant une équipe féminine, organisée par la Fédération française de football (FFF) et ses ligues régionales.
La finale a eu lieu le 12 mai 2007 au Stade Auguste-Delaune à Saint-Denis, et a été remporté par le Montpellier HSC face à l'Olympique lyonnais lors de la séance de tirs au but (3-0).

## Déroulement de la compétition
| Nom                                                          | Dates retenues   | Équipes participantes | Équipes restantes |
| Phase régionale                                              | Phase régionale  | Phase régionale       | Phase régionale   |
| ------------------------------------------------------------ | ---------------- | --------------------- | ----------------- |
| Selon les ligues                                             | Selon les ligues | 391                   | 64                |
| Phase fédérale (entrée en lice des 20 équipes de Division 2) |                  |                       |                   |
| 1er tour fédéral                                             | 17 décembre 2006 | 84                    | 42                |
| 2e tour fédéral                                              | 14 janvier 2007  | 42                    | 21                |
| Phase finale (entrée en lice des 11 équipes de Division 1)   |                  |                       |                   |
| Seizièmes de finale                                          | 18 février 2007  | 32                    | 16                |
| Huitièmes de finale                                          | 18 mars 2007     | 16                    | 8                 |
| Quarts de finale                                             | 22 avril 2007    | 8                     | 4                 |
| Demi-finales                                                 | 1er mai 2007     | 4                     | 2                 |
| Finale                                                       | 12 mai 2007      | 2                     | 1                 |

## Premier tour fédéral
Le premier tour fédéral est marqué par l'entrée en lice des 20 clubs de 2e division.

## Seizièmes de finale
Les seizièmes de finale sont marqués par l'entrée en lice des 11 clubs de la première division qui rejoignent les 10 clubs de deuxième division, les 8 clubs de troisième division et les trois petits poucets issus de division d'honneur, que sont le RCF Mâcon, le FA Laval et l'AS muretaine, déjà qualifiés pour ce tour de la compétition.
Les rencontres ont lieu le week-end du 18 février 2007 et sont marquées par les performances du Tours FC et de l'ASF Les Verchers, clubs de division 2, qui éliminent respectivement le FCF Condéen et l'ESOFV La Roche-sur-Yon, pensionnaires de division 1.
| Date       | Club (division)                    | Score           | Club (division)                     |
| ---------- | ---------------------------------- | --------------- | ----------------------------------- |
| 18/02/2007 | AS Algrange (Division 3)           | 3-0             | Arras FCF (Division 3)              |
| 18/02/2007 | Montpellier HSC (Division 1)       | 5-0             | ASJ Soyaux (Division 1)             |
| 18/02/2007 | FCF Juvisy (Division 1)            | 4-0             | FCF Nord Allier Yzeure (Division 2) |
| 18/02/2007 | US Compiègne (Division 1)          | 4-1             | Paris SG (Division 1)               |
| 18/02/2007 | FCF Hénin-Beaumont (Division 1)    | 3-2             | Blanc-Mesnil SF (Division 2)        |
| 18/02/2007 | AS Saint-Quentin (Division 3)      | 0-1             | Évreux ACF (Division 2)             |
| 18/02/2007 | FA Laval (Division d'Honneur)      | 2-4             | Stade briochin (Division 1)         |
| 18/02/2007 | ASF Les Verchers (Division 2)      | 0-0 (Tab : 5-4) | ESOFV La Roche-sur-Yon (Division 1) |
| 18/02/2007 | CPBB Rennes (Division 2)           | 4-0             | US Orléans (Division 3)             |
| 18/02/2007 | FCF Condéen (Division 1)           | 3-3 (Tab : 4-5) | Tours FC (Division 2)               |
| 18/02/2007 | Besançon RC (Division 3)           | 1-0             | Limoges LF (Division 2)             |
| 18/02/2007 | ASC Saint-Apollinaire (Division 3) | 0-4             | RC Saint-Étienne (Division 2)       |
| 18/02/2007 | RCF Mâcon (Division d'Honneur)     | 1-8             | Olympique lyonnais (Division 1)     |
| 18/02/2007 | AS muretaine (Division d'Honneur)  | 1-0             | FCF Monteux (Division 2)            |
| 18/02/2007 | Celtic de Marseille (Division 2)   | 0-2             | Toulouse FC (Division 1)            |
| 18/02/2007 | ES Arpajonnaise (Division 3)       | 1-1 (Tab : 4-2) | ASPTT Albi (Division 3)             |

## Huitièmes de finale
Lors des huitièmes de finale il ne reste plus que 7 clubs de première division accompagnés de 5 clubs de deuxième division, 3 clubs de troisième division et de l'AS muretaine, dernier club de division d'honneur.
Les rencontres ont lieu le week-end du 18 mars 2007 et sont marquées par la performance du RC Saint-Étienne, club de division 2 qui élimine le Toulouse FC, pensionnaire de division 1.
| Date       | Club (division)                   | Score | Club (division)                 |
| ---------- | --------------------------------- | ----- | ------------------------------- |
| 18/03/2007 | ES Arpajonnaise (Division 3)      | 0-5   | Montpellier HSC (Division 1)    |
| 18/03/2007 | AS Algrange (Division 3)          | 2-1   | CPBB Rennes (Division 2)        |
| 18/03/2007 | AS muretaine (Division d'Honneur) | 0-5   | Olympique lyonnais (Division 1) |
| 18/03/2007 | Tours FC (Division 2)             | 6-1   | Besançon RC (Division 3)        |
| 18/03/2007 | RC Saint-Étienne (Division 2)     | 2-0   | Toulouse FC (Division 1)        |
| 18/03/2007 | Stade briochin (Division 1)       | 1-0   | FCF Juvisy (Division 1)         |
| 18/03/2007 | FCF Hénin-Beaumont (Division 1)   | 1-0   | ASF Les Verchers (Division 2)   |
| 18/03/2007 | Évreux ACF (Division 2)           | 2-3   | US Compiègne (Division 1)       |

## Quarts de finale
Lors des quarts de finale il ne reste plus que 5 clubs de première division accompagnés de 2 clubs de deuxième division et du nouveau petit poucet, l'AS Algrange, dernier club de troisième division.
À ce stade, les deux favoris pour la victoire finale sont l'Olympique lyonnais et le Montpellier HSC, qui occupent également les deux premières places de première division.
Les rencontres ont lieu le week-end du 22 avril 2007 et voient la logique des tirages respectée avec la qualification des favoris de chaque rencontre.
| Date       | Club (division)             | Score           | Club (division)                 |
| ---------- | --------------------------- | --------------- | ------------------------------- |
| 22/04/2007 | US Compiègne (Division 1)   | 1-4             | Olympique lyonnais (Division 1) |
| 22/04/2007 | AS Algrange (Division 3)    | 0-3             | Montpellier HSC (Division 1)    |
| 22/04/2007 | Tours FC (Division 2)       | 0-0 (Tab : 5-4) | RC Saint-Étienne (Division 2)   |
| 22/04/2007 | Stade briochin (Division 1) | 3-2             | FCF Hénin-Beaumont (Division 1) |

## Demi-finales
Lors des demi-finales il ne reste plus que 3 clubs de première division dans le dernier carrée accompagné du Tours FC, dernier représentant de deuxième division.
Les rencontres ont lieu le 1er mai 2007 et voient la logique des tirages respectée avec la qualification des deux favoris que sont l'Olympique lyonnais et le Montpellier HSC.
| Date       | Club (division)                 | Score | Club (division)             |
| ---------- | ------------------------------- | ----- | --------------------------- |
| 01/05/2007 | Olympique lyonnais (Division 1) | 9-0   | Tours FC (Division 2)       |
| 01/05/2007 | Montpellier HSC (Division 1)    | 3-0   | Stade briochin (Division 1) |

## Finale
La finale oppose deux clubs de première division, l'Olympique lyonnais qui participe pour la sixième fois consécutives à la finale de la compétition, et le Montpellier HSC, tenant du titre.
| 12 mai 2007                                       | Montpellier HSC                                          | 3-3                                                | Olympique lyonnais                                        | Stade Auguste-Delaune, Saint-Denis           |                                              |
|                                                   | 20e Élodie Thomis · 28e Élodie Ramos · 80e Élodie Thomis | (2-0)                                              | 65e Sandrine Dusang · 81e Hoda Lattaf · 88e Camille Abily | Spectateurs : 1 200 Arbitrage : Marylin Rémy | Spectateurs : 1 200 Arbitrage : Marylin Rémy |
|                                                   | Rapport                                                  |                                                    |                                                           | Spectateurs : 1 200 Arbitrage : Marylin Rémy | Spectateurs : 1 200 Arbitrage : Marylin Rémy |
| Élodie Ramos · Louisa Necib · Virginie Faisandier | Tirs au but 3-0                                          | Laure Lepailleur · Camille Abily · Sonia Bompastor |                                                           | Spectateurs : 1 200 Arbitrage : Marylin Rémy | Spectateurs : 1 200 Arbitrage : Marylin Rémy |

| G              | 1  | Céline Deville      |       |         |
| D              | 7  | Julie Soyer         |       |         |
| D              | 5  | Sabrina Viguier     | 76e 0 |         |
| D              | 3  | Laura Agard         |       |         |
| D              | 2  | Audrey Lacaze       |       |         |
| M              | 6  | Agathe Calvié       | 60e 0 |         |
| M              | 11 | Nora Hamou Maamar   |       | 39e     |
| M              | 4  | Louisa Necib        | 76e 0 |         |
| M              | 10 | Virginie Faisandier |       |         |
| M              | 9  | Élodie Ramos        |       |         |
| A              | 8  | Élodie Thomis       |       |         |
| Remplaçantes : |    |                     |       |         |
| D              | 12 | Élodie Lizzano      |       | 39e 86e |
| A              | 13 | Fanny Tenret        |       |         |
| D              | 14 | Camille Lacoste     |       | 86e     |
| M              | 15 | Violette Lacoste    |       |         |
| G              | 16 | Zohra Hanous        |       |         |
| Entraîneur :   |    |                     |       |         |
| Patrice Lair   |    |                     |       |         |

| G              | 1  | Aurore Pégaz        |  |     |
| D              | 2  | Sandrine Dusang     |  |     |
| D              | 5  | Océane Caïraty      |  |     |
| D              | 4  | Laure Lepailleur    |  |     |
| D              | 3  | Delphine Blanc      |  |     |
| M              | 6  | Simone Gomes Jatobá |  |     |
| M              | 10 | Camille Abily       |  |     |
| M              | 7  | Alix Faye-Chellali  |  | 46e |
| M              | 8  | Sonia Bompastor     |  |     |
| A              | 11 | Shirley Cruz Traña  |  | 82e |
| A              | 9  | Hoda Lattaf         |  |     |
| Remplaçantes : |    |                     |  |     |
| M              | 12 | Ludivine Bruet      |  |     |
| M              | 13 | Aurélie Naud        |  |     |
| D              | 14 | Emilie Gonssollin   |  |     |
| A              | 15 | Aurélie Kaci        |  | 82e |
| A              | 16 | Sandrine Brétigny   |  | 46e |
| Entraîneur :   |    |                     |  |     |
| Farid Benstiti |    |                     |  |     |